# Rozdzielczość 4K

Porównanie rozdzielczości 16:9

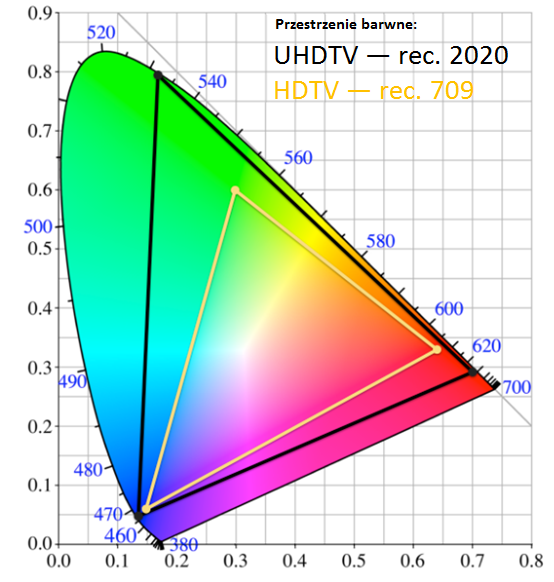
Standardy przestrzeni barw wprowadzone razem z 4K

Rozdzielczość 4K – wysokiej jakości standard rozdzielczości filmów cyfrowych oraz grafiki komputerowej. Nazwa pochodzi od 4 tysięcy pikseli umieszczonych w pozycji horyzontalnej.  4K charakteryzuje się czterokrotnie większą liczbą pikseli w porównaniu do powszechnie używanej rozdzielczości Full HD oraz dziewięciokrotnie większą od High-Definition. Obecnie wyróżniamy kilka różnych rozdzielczości kwalifikowanych z 4K:
| Standard | Rozdzielczość | Format | Piksele   |
| -------- | ------------- | ------ | --------- |
| 4K UHD   | 3840 × 2160   | 16:9   | 8 294 400 |

| Standard              | Rozdzielczość | Format | Piksele    |
| --------------------- | ------------- | ------ | ---------- |
| Full Aperture 4K      | 4096 × 3112   | 1,32:1 | 12 746 752 |
| Academy 4K            | 3656 × 2664   | 1,37:1 | 9 739 584  |
| Digital cinema 4K DCI | 4096 × 2160   | 1,90:1 | 8 847 360  |
| Digital cinema 4K     | 3996 × 2160   | 1,85:1 | 8 631 360  |
| Digital cinema 4K     | 4096 × 1714   | 2,39:1 | 7 020 544  |

| Standard         | Rozdzielczość | Format | Proporcje | Piksele    |
| ---------------- | ------------- | ------ | --------- | ---------- |
| Full Aperture 4K | 4096 × 3112   | 4:3    | 1:1       | 12 746 752 |
| Academy 4K       | 3656 × 2664   | 1,37:1 | 1:1       | 9 739 584  |

Zapis cyfrowy w tym formacie jest związany ze zużyciem dużej ilości pamięci, a odtwarzanie wymaga nowoczesnego sprzętu komputerowego, przez co format ten jest mało popularny, a stosowanie go bardzo kosztowne.
Pionierami we wdrożeniu tego formatu na potrzeby telewizji są Japończycy. Tamtejszy rząd chce przyśpieszyć wprowadzenie nowego standardu, aby wspomóc swoje rodzime firmy, które już produkują telewizory zdolne do odtwarzania obrazu w formacie 4K (Sony – ponad 75% rynku w Japonii i pierwsza pozycja w USA w 2013 roku, Panasonic, Sharp), tak aby mógł być on wdrożony w 2014 roku.

## StandardyDCI
W roku 2005 DCI (Digital Cinema Initiatives) zdefiniowało bardzo szczegółowe i kompleksowe specyfikacje, które zostały zaktualizowane w marcu 2008. W szczególności określają one, że:
- rozmiar obrazu powinien być 4K (4096×3112 lub 4096×2160) lub 2K (2048×1556 lub 2048×1080);
- liczba klatek na sekundę powinna wynosić 24 dla 4K, natomiast dla 2K 24 lub 48;
- kolor każdego z pikseli zapisany jest za pomocą 36 bitów;
- kompresja obrazu to JPEG 2000 (maksymalnie 250 Mb/s).